# アティラウ州
アティラウ州（アティラウしゅう、カザフ語: Атырау облысы、ロシア語: Атырауская область）は、中央アジアのカザフスタンの州の1つ。州都はアティラウ。カザフ・ソビエト社会主義共和国時代にグリエフ州（Гурьевская область）として設置され、1991年10月9日に現州名へ改称した。

## 地理
東はアクトベ州に、西はロシアに、北は西カザフスタン州に、南はマンギスタウ州に接する。カスピ海に面している。

## 産業

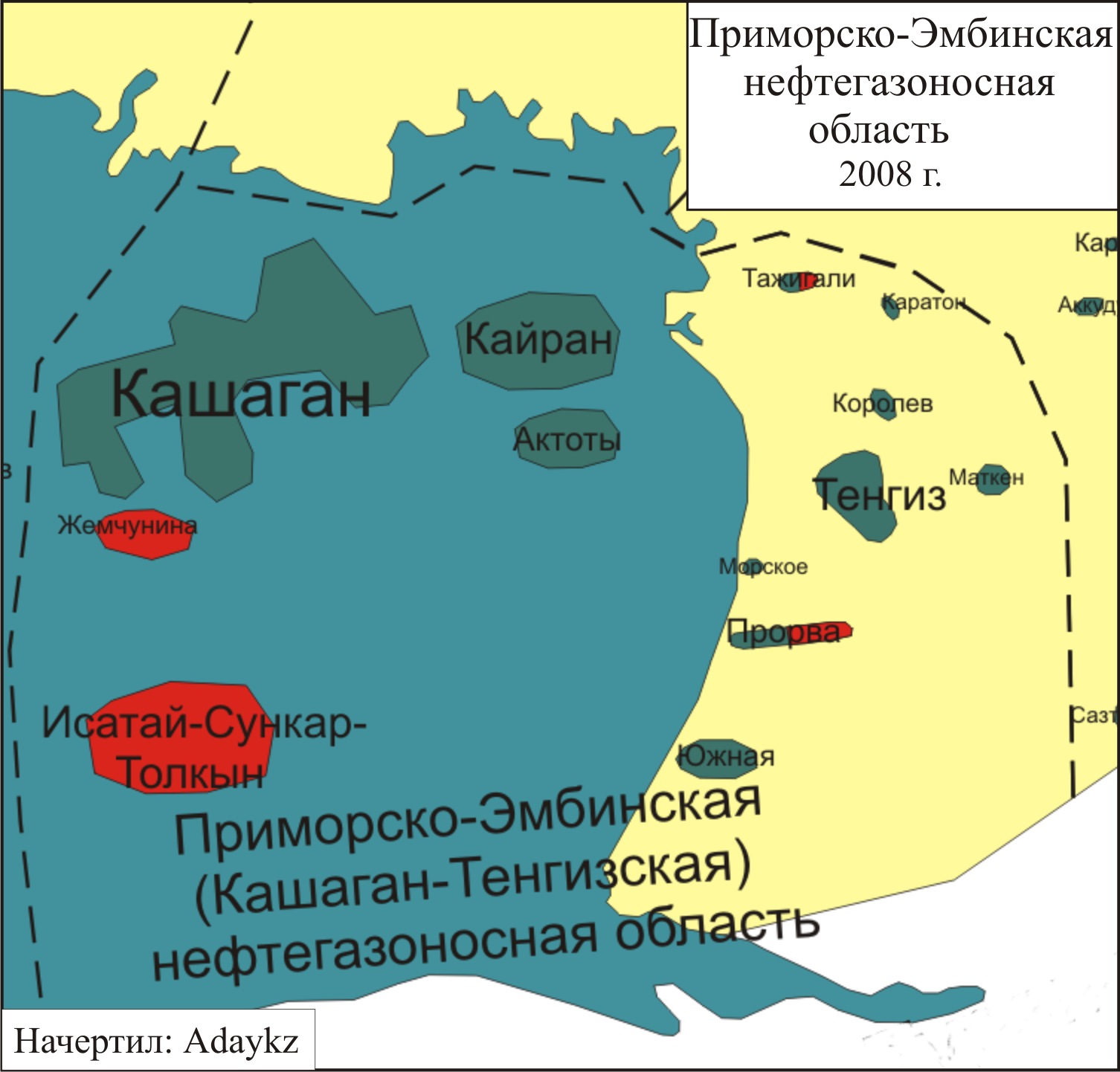
テンギス油田

2009年にカザフスタン・中国間石油パイプラインが建設され、中国へ石油が輸出されている（新グレート・ゲーム、真珠の首飾り戦略）。